# NGC 2212
NGC 2212 is een balkspiraalstelsel in het sterrenbeeld Grote Hond. Het hemelobject werd in 1886 ontdekt door de Amerikaanse astronoom Francis Preserved Leavenworth.

## Synoniemen
- ESO 556-14
- MCG -3-16-22
- PGC 18796